# 林吉男
林 吉男（りん きつだん、1943年5月14日 - ） は、台湾 カトリック台南教区の現任の司教である。洗礼名は「ボスコ」。実弟の林吉基および林吉城もまた高雄教区の司祭である。

## 経歴
- 1943年 - 5月14日、日本統治下の台湾 花蓮港庁鳳林郡（現在の花蓮県鳳林鎮）生まれ。客家人。
- 1946年 – 父親の出身地である屏東県万巒郷へ転居。
- 1957年 - 5月4日、復活徹夜祭に万金聖母聖殿で、家族とともに受洗。
- 1966年 - 8月15日、鄭天祥司教によりローマ ウルバノ大学に派遣、神学・哲学を学ぶ。
- 1972年 - 10月、ローマ サレジオ大学で教育心理学を研修。
- 1973年 - 1月6日、主の公現の祝日に教皇パウロ6世じきじきに、サンピエトロ寺院において司祭叙階。
- 1992年 - 9月28日、教皇ヨハネ・パウロ2世により高雄教区補佐司教、およびイタリアアレッサーノ名義司教に任命。
- 1993年 - 1月2日、司教叙階。
- 2004年 - 1月24日、教皇ヨハネ・パウロ2世により台南教区司教に任命。